# Constantin de Burlet
Constantin-Gérard-Eugène de Burlet, (Elsene 14 mei 1846 – Nijvel 11 november 1925) was de eerste directeur van de Nationale Maatschappij van Buurtspoorwegen (NMVB). Hij was een telg van de Belgische adellijke familie De Burlet. 

## Beknopte biografie
Constantin was een zoon van Villard (Joseph-Dieudonné) de Burlet (1811-1879) en Louise Dugniolle (1818-1895).
Op bijna dertigjarige leeftijd trad hij te Namen in het huwelijk met Pauline Nopener. Uit deze gemeenschap werden vijf kinderen geboren.
In die tijd was August Beernaert (van 1873 tot 1878) (en eveneens in 1884), minister van Openbare Werken. Hij was in die functie verantwoordelijk voor de uitbouw van het spoorwegnet in België. 
De toenmalige Belgische regering gelastte Constantin de Burlet met het aanleggen van spoorlijnen in de provincies Namen en Luxemburg. De Burlet vervulde zijn opdracht met ijver, en besteedde al zijn kennis, energie en creativiteit aan de ontwikkeling van de Belgische staatsspoorwegen.
Toen August Beernaert (eerste minister van 1884 tot 1894) anno 1884 buurtspoorweglijnen wilde aanleggen, richtte hij de Nationale Maatschappij van Buurtspoorwegen (NMVB) op. Hij gelaste Constantin de Burlet met de leiding van deze openbare dienst. De Burlet bleef gedurende meer dan 30 jaren aan het hoofd van die onderneming.
De Burlets oudere broer, Jules de Burlet (1844-1897), volgde Beernaert op als eerste minister van 1894 tot 1896.
Zijnerzijds beperkte Constantin de Burlet zijn inzet voor de spoorwegen niet tot alleen België, maar hij droeg ook in het buitenland bij tot hun ontwikkeling.
Constantin de Burlet overleed op 11 november 1925 in Nijvel en werd bijgezet in een familiegraf in Baulers.

## Functies
- Inspecteur-generaal van Bruggen en Wegen
- Directeur-generaal van de Nationale Maatschappij van Buurtspoorwegen
- Burgemeester van Baulers
- Lid van de kerkfabriek van Sint-Jan en Nicolaas (Nijvel)
- Voorzitter van de Nationale Maatschappij voor Waterbedeling
- Voorzitter van de Internationale Unie voor Tramwegen
- Voorzitter van de Vriendenkring der Politieke Gevangenen van het arrondissement Nijvel

## Eerbetoon
- Commandeur in de Leopoldsorde
- Grootofficier in de Kroonorde
- Gedecoreerd met het Burgerlijk Kruis 1-ste klasse, Nationale Erkentelijkheid 1914-1918
- Grootofficier in de Koninklijke Orde van Sint-Olaf (Noorwegen)
- Officier in het Legioen van Eer (Frankrijk)
- Ridder in de Orde van de Nederlandse Leeuw (Nederland)